# راما العيسى
راما العيسى ممثلة سورية من مواليد عام 1985 م. شاركت في العديد من المسلسلات التلفزيونية السورية. هي عضو في نقابة الفنانين في سوريا منذ عام 2006.